# Indigofera mouroundavensis
Indigofera mouroundavensis är en ärtväxtart som beskrevs av Henri Ernest Baillon. Indigofera mouroundavensis ingår i släktet indigosläktet, och familjen ärtväxter. Inga underarter finns listade i Catalogue of Life.